# Monohelea brasiliensis
Monohelea brasiliensis är en tvåvingeart som beskrevs av Lane 1948. Monohelea brasiliensis ingår i släktet Monohelea och familjen svidknott. Inga underarter finns listade i Catalogue of Life.